# ファザナドゥ
『ファザナドゥ』（Faxanadu）は、1987年11月16日にハドソンから発売されたファミリーコンピュータ用アクションRPGである。
開発はハドソンが行い、音楽はナイ奏者で作曲家の竹間ジュンが担当している。ゲーム内容は主人公の「勇者」を操作し、魔界丘に棲む悪の魔王を倒して麓の都エオリスに平和を取り戻すことを目的としている。
日本ファルコムから発売されたパソコン用ゲームソフト『ザナドゥ』（1985年）のファミコン移植版として開発がスタートしたが、諸般の事情により完全な別物になっている。
当時のハドソンが自社のファミコンソフトに冠していた「マル超シリーズ」の第2弾として数えられるが、発売延期を繰り返した結果、第3弾である『桃太郎伝説』（1987年10月26日）よりも後の発売となっている。
2010年にはWii用ソフトとしてバーチャルコンソールにて配信された。

## 概要
元々は日本ファルコムのパソコン用ゲームソフト『ザナドゥ』（1985年）の移植版であり、発売前の広告では『ザナドゥ（仮）』というタイトルであった。その後、ファミコンのユーザー層等を考慮してパソコン版にあったパズルゲーム的要素を排除し、純粋なアクションRPGとして再構成され、ストーリーなども異なる別物のゲームが完成した。「ザナドゥ」の商標が取れなかったため、ファミコン版のザナドゥということで頭に「ファ」を付けた「ファザナドゥ」とタイトルを変更して発売された。
本作は元のPC版のザナドゥのような地下迷宮を探索するものではなく、世界樹の木という1本の柱を軸とし、麓、幹、霧、枝、魔宮、要塞とエリア分けされた世界となっている。プレイヤーは世界樹の木の麓から上へと進み、戦いを経て成長し、頂上で待ち構える魔王を倒して平和を取り戻すといった構成になっている。
ゲームの進行状況は各地の教会で聞ける「祈りの言葉」という平仮名32文字のパスワードによって記録される。

## ストーリー
かつて平和と繁栄を誇った麓の都エオリスは、今や滅びようとしていた。流星が世界樹を直撃し、それをきっかけに狂ったモンスターたちが暴れだしたためである。井戸も枯れ、不安におののく人々。再び平和を取り戻すには、巨大な世界樹の中をつき進み、魔界丘に棲む悪の魔王を倒さなければ……。人々の期待を背負い、一人の勇士が、今、旅に出る。

## 移植版
| No. | タイトル     | 発売日                                         | 対応機種 | 開発元   | 発売元   | メディア                              | 型式 | 備考 |
| --- | ------------ | ---------------------------------------------- | -------- | -------- | -------- | ------------------------------------- | ---- | ---- |
| 1   | ファザナドゥ | 2010年10月5日 PAL 2010年11月26日 2011年2月21日 | Wii      | ハドソン | ハドソン | ダウンロード （バーチャルコンソール） | -    |      |

## 開発

### 製作経緯
本作は、発売予定が1987年の春予定から夏への延期を経て、最終的には秋の11月に発売と3度の延期を経ている。プログラマーの奥野は「どうすれば納期に間に合うか?」を考えた末に納期を最優先とし、このためPC版のザナドゥの移植ではなく、下記の仕様のようなオリジナルのゲームの製作となった。

### 製作指針
- グラフィックについては基本的にリアルな感じのものにする。
- 2頭身のキャラは恰好が悪いのでキャラの頭身を高くしてプロポーションを良くする。足すりアニメーションにならないスプライトのシステムを作る。
- 全画面スクロールにしたいがドライバやツールが間に合わないので画面単位のスクロールにする。
- システムはアクションなのでジャンプは必要。飛んでから着地位置の微調整はできない仕様とする。
- RPGとしている関係上、経験値の数値・アイテム・魔法の要素は入れる。
- ストーリーは、王様から使命を受けて世界を救うという王道展開の話。メッセージには漢字を使いたい。

### 後日談
以上のような製作経緯により、本作は良作のオリジナルアクションRPGに仕上がってはいたが、元のPC版『ザナドゥ』の移植作品として見ることは不可能なレベルのアレンジであった。後にハドソンがPCエンジンのCD-ROM2用に『イースI・II』（1989年）を制作する際に、立川のファルコムへライセンス交渉に訪れた中本伸一と岩崎啓眞らに対し、ファルコム側はこういった前例を鑑みて「穏便に移植を断念してもらえる程度」のライセンス料を提示。しかし、中本はそれでも「PCエンジンのCD-ROM2の普及に繋がれば元が取れる」と即決し、契約は成立してPCエンジン版イースの制作が決定したという経緯が、後に岩崎のブログの当時の製作手記で語られている。

## スタッフ
- プログラム：奥野仁
- ウィンドウシステム：小山俊典
- グラフィック：岡本敏郎
- サウンド：滝本利昭
- 企画・シナリオ：内村

## 評価
ゲーム誌『ファミコン通信』の「クロスレビュー」では合計29点（満40点）、『ファミリーコンピュータMagazine』の読者投票による「ゲーム通信簿」での評価は以下の通りとなっており、20.79点（満30点）となっている。また、同雑誌1991年5月10日号特別付録の「ファミコンロムカセット オールカタログ」では、パソコン版『ザナドゥ』と比較した上で「ゲームをアレンジしすぎてオリジナルのおもしろさが損なわれた」と否定的に評価している。
| 項目 | キャラクタ | 音楽 | 操作性 | 熱中度 | お買得度 | オリジナリティ | 総合  |
| 得点 | 3.76       | 3.51 | 3.39   | 3.65   | 3.23     | 3.25           | 20.79 |

## その他
『Bugってハニー』
1986年〜1987年に放映していたハドソン提供のテレビアニメ。作中にはハドソンのゲームのキャラクターもしばしば登場しており、1987年7月には第39話「ザナドゥ・英雄伝説」と第40話「ザナドゥ勇者復活!」が放映された。ただし制作と放映がファザナドゥと改題される前ということもあり、タイトルがザナドゥとなっている他、作中の設定なども本作の製品版とは大きく異なるオリジナル設定である。ちなみに当時アニメの放映中には、ハドソンのCMに高橋名人とハニー役の神代智恵の2人が出演したこともあり、その際にキャンペーンで『ザナドゥ』をプレゼントという告知もあった。
明治チョコスナック ハイスコア ファザナドゥ
本作の発売前に明治製菓より販売されていたハドソンとのコラボによる関連商品。チョコレートスナック菓子にオリジナルカードが3枚付属しており（全40枚）、複数集めることによりゲームとしても遊べるという内容だった。本作の開発の遅れと発売延期によりファミコン版の仕様が中々確定しなかったこともあってか、付属のカードに描かれている絵や設定は本作の製品版とは大きく異なる。